# World Poker Tour (stagione 12)
Di seguito sono elencati i risultati della dodicesima stagione del World Poker Tour (2013-2014).

## Risultati

### Merit Cyprus Classic
- Casinò: Merit Crystal Cove Hotel and Casino, Kyrenia
- Buy-in: $4.000 + $400
- Data: 16 - 21 agosto 2013
- Iscritti: 262
- Montepremi totale: $1.000.000
- Giocatori premiati: 27

| Piazzamento | Nome              | Premio   |
| ----------- | ----------------- | -------- |
| 1°          | Alexey Rybin      | $258,000 |
| 2°          | Albert Daher      | $160,200 |
| 3°          | Andrei Nikonov    | $103,700 |
| 4°          | Kayhan Tugrul     | $75,600  |
| 5°          | Sergey Rybachenko | $56,600  |
| 6°          | Pierre Sayegh     | $46,000  |

### Legends of Poker
- Casinò: The Bicycle Casino, Bell Gardens
- Buy-in: $3.500 + $200
- Data: 29 agosto - 4 settembre 2013
- Iscritti: 716
- Montepremi totale: $2,430,820
- Giocatori premiati: 72

| Piazzamento | Nome            | Premio   |
| ----------- | --------------- | -------- |
| 1°          | Jordan Cristos  | $613,355 |
| 2°          | Dan Heimiller   | $356,115 |
| 3°          | Ryan Goindoo    | $233,360 |
| 4°          | Alexandru Masek | $156,790 |
| 5°          | Phil Laak       | $109,385 |
| 6°          | John Gordon     | $85,080  |

### Borgata Poker Open
- Casinò: The Borgata, Atlantic City
- Buy-in: $3.300 + 200
- Data: 15 - 20 settembre 2013
- Iscritti: 1,189
- Montepremi totale: $3,805,989
- Giocatori premiati: 110

| Piazzamento | Nome           | Premio   |
| ----------- | -------------- | -------- |
| 1°          | Anthony Zinno  | $825,099 |
| 2°          | Vanessa Selbst | $492,569 |
| 3°          | Cong Pham      | $301,225 |
| 4°          | Jeremy Kottler | $251,968 |
| 5°          | David Randall  | $208,394 |
| 6°          | Eric Fields    | $168,610 |

### Grand Prix de Paris
- Casinò: Aviation Club de France, Parigi
- Buy-in: €7.500
- Data: 25 - 30 ottobre 2013
- Iscritti: 187
- Montepremi totale: €1,839,496
- Giocatori premiati: 21

| Piazzamento | Nome              | Premio   |
| ----------- | ----------------- | -------- |
| 1°          | Mohsin Charania   | €340,000 |
| 2°          | Vasili Firsau     | €230,200 |
| 3°          | Peter Apostolou   | €148,050 |
| 4°          | Elliot Smith      | €109,615 |
| 5°          | Christina Lindley | €82,280  |
| 6°          | Kimmo Kurko       | €65,790  |

### Emperors Palace Poker Classic
- Casinò: Emperors Palace Hotel Casino, Johannesburg
- Buy-in: $3.300 + $300
- Data: 7 - 11 novembre 2013
- Iscritti: 191
- Montepremi totale: $561,528
- Giocatori premiati: 27

| Piazzamento | Nome              | Premio   |
| ----------- | ----------------- | -------- |
| 1°          | Daniel Brits      | $132,128 |
| 2°          | Eugene Du Plessis | $92,708  |
| 3°          | Rob Fenner        | $59,634  |
| 4°          | Dominik Nitsche   | $44,136  |
| 5°          | Wesley Wiegand    | $33,130  |
| 6°          | Ronit Chamani     | $26,504  |

### Jacksonville Fall Poker Scramble
- Casinò: bestbet Jacksonville, Jacksonville
- Buy-in: $3.200 + $240
- Data: 15 - 19 novembre 2013
- Iscritti: 358
- Montepremi totale: $1,145,600
- Giocatori premiati:45

| Piazzamento | Nome             | Premio   |
| ----------- | ---------------- | -------- |
| 1°          | Jared Jaffee     | $252,749 |
| 2°          | Blake Purvis     | $166,139 |
| 3°          | Michael Horchoff | $106,904 |
| 4°          | Margo Costa      | $79,114  |
| 5°          | Corrie Wunstel   | $59,335  |
| 6°          | Randall Price    | $47,468  |

### WPT Caribbean
- Casinò: Casino Royale, Sint Maarten
- Buy-in: $3.200 + $300
- Data: 19 - 24 novembre 2013
- Iscritti: 191
- Montepremi totale: $592,864
- Giocatori premiati: 24

| Piazzamento | Nome                     | Premio   |
| ----------- | ------------------------ | -------- |
| 1°          | Tony Dunst               | $145,000 |
| 2°          | Giacomo Fundarò          | $100,000 |
| 3°          | Severin Schleser         | $63,500  |
| 4°          | Marvin Guido Rettenmaier | $46,800  |
| 5°          | Zoltan Purak             | $35,900  |
| 6°          | Robbie Bakker            | $28,700  |

### WPT Montreal
- Casinò: Playground Poker, Kahnawake
- Buy-in: $3.500 + $350
- Data: 29 novembre - 5 dicembre 2013
- Iscritti: 862
- Montepremi totale: $2,738,435
- Giocatori premiati: 99

| Piazzamento | Nome                | Premio   |
| ----------- | ------------------- | -------- |
| 1°          | Derrick Rosenbarger | $500,824 |
| 2°          | Mukul Pahuja        | $340,928 |
| 3°          | Serge Cantin        | $220,170 |
| 4°          | Sylvain Siebert     | $162,936 |
| 5°          | Lily Kiletto        | $121,848 |
| 6°          | Alexandre Lavigne   | $98,574  |

### Doyle Brunson Five Diamond World Poker Classic
- Casinò: Bellagio, Las Vegas
- Buy-in: $10.000 + $300
- Data: 6 - 11 dicembre 2013
- Iscritti: 449
- Montepremi totale: $4,355,300
- Giocatori premiati: 45

| Piazzamento | Nome         | Premio     |
| ----------- | ------------ | ---------- |
| 1°          | Dan Smith    | $1,161,135 |
| 2°          | Gary Benson  | $672,685   |
| 3°          | Eddy Sabat   | $436,160   |
| 4°          | Shaun Suller | $303,793   |
| 5°          | Barry Hutter | $219,165   |
| 6°          | Joe Serock   | $175,766   |

### WPT South Korea
- Casinò: WPT Club Phoenix - Ramada Plaza Jeju, Jeju
- Buy-in: $2.700 + $300
- Data: 15 - 19 dicembre 2013
- Iscritti: 137
- Montepremi totale: $358,803
- Giocatori premiati: 21

| Piazzamento | Nome                    | Premio   |
| ----------- | ----------------------- | -------- |
| 1°          | Masato Yokosawa         | $100,000 |
| 2°          | Chris Park              | $60,700  |
| 3°          | Hyunshik Hun            | $38,500  |
| 4°          | Kosei Ichinose          | $28,500  |
| 5°          | Jae Kyung Sim           | $21,400  |
| 6°          | Chane Kampanatsanyakorn | $17,100  |

### WPT Prague
- Casinò: Card Casino, Praga
- Buy-in: €3.300
- Data: 15-21 dicembre 2013
- Iscritti: 306
- Montepremi totale: €881,550
- Giocatori premiati: 36

| Piazzamento | Nome              | Premio   |
| ----------- | ----------------- | -------- |
| 1°          | Julian Thomas     | €206,230 |
| 2°          | Vasili Firsau     | €135,000 |
| 3°          | Andrey Shatilov   | €85,000  |
| 4°          | Gintaras Simaitis | €63,000  |
| 5°          | Ognjen Sekularac  | €47,000  |
| 6°          | Valeri Savov      | €38,000  |

### Borgata Winter Poker Open
- Casinò: Borgata Casino, Atlantic City
- Buy-in: $3,300 + $200
- Data: 26 - 31 gennaio 2014
- Iscritti: 1,229
- Montepremi totale: $3,934,029
- Giocatori premiati: 120

| Piazzamento | Nome                  | Premio   |
| ----------- | --------------------- | -------- |
| 1°          | Anthony Merulla       | $842,379 |
| 2°          | David Paredes         | $499,549 |
| 3°          | Anthony Maio          | $307,565 |
| 4°          | Jared Jaffee          | $258,590 |
| 5°          | Vladislav Mezheritsky | $213,650 |
| 6°          | Farid Jattin          | $174,352 |

### Lucky Hearts Poker Open
- Casinò: Seminole Casino Coconut Creek, Coconut Creek
- Buy-in: $3,250 + $175 + $75
- Data: 7 - 12 febbraio 2014
- Iscritti: 415
- Montepremi totale: $1,348,750
- Giocatori premiati: 54

| Piazzamento | Nome            | Premio   |
| ----------- | --------------- | -------- |
| 1°          | James Calderaro | $271,103 |
| 2°          | Shannon Shorr   | $190,039 |
| 3°          | Keven Stammen   | $122,197 |
| 4°          | Dimas Martinez  | $90,366  |
| 5°          | Tim Kegel       | $67,842  |
| 6°          | Evan Dollinger  | $54,355  |

### Fallsview Poker Classic
- Casinò: Fallsview Casino, Niagara Falls
- Buy-in:$5,000
- Data: 22 - 24 febbraio 2014
- Iscritti: 383
- Montepremi totale: $1,729,510
- Giocatori premiati: 45

| Piazzamento | Nome                | Premio   |
| ----------- | ------------------- | -------- |
| 1°          | Matthew Lapossie    | $342,266 |
| 2°          | Dylan Wilkerson     | $228,806 |
| 3°          | Jason James         | $147,090 |
| 4°          | Spiro Mikrogianakis | $108,956 |
| 5°          | Josue Sauvageau     | $81,716  |
| 6°          | Howie Leung         | $65,373  |

### L.A. Poker Classic
- Casinò: Commerce Casino, Commerce
- Buy-in: $9,600 + $400
- Data: 1 - 6 marzo 2014
- Iscritti: 534
- Montepremi totale: $5,126,400
- Giocatori premiati: 63

| Piazzamento | Nome          | Premio     |
| ----------- | ------------- | ---------- |
| 1°          | Chris Moorman | $1,015,460 |
| 2°          | Glenn Lafaye  | $662,840   |
| 3°          | Michael Rocco | $423,440   |
| 4°          | Patrick Bruel | $332,190   |
| 5°          | Josh Neufeld  | $264,520   |
| 6°          | Adam Friedman | $200,440   |

### Bay 101 Shooting Star
- Casinò: Bay 101, San Jose
- Buy-in: $7,150 + $350
- Data: 10 - 14 marzo 2014
- Iscritti: 718
- Montepremi totale: $5,133,700
- Giocatori premiati: 72

| Piazzamento | Nome            | Premio     |
| ----------- | --------------- | ---------- |
| 1°          | James Carroll   | $1,256,550 |
| 2°          | Dylan Wilkerson | $728,650   |
| 3°          | Shaun Suller    | $477,470   |
| 4°          | Mukul Pahuja    | $320,800   |
| 5°          | Nam Le          | $223,810   |
| 6°          | Garrett Greer   | $174,080   |

### WPT Venice Carnival
- Casinò: Casinò di Venezia, Venezia
- Buy-in:  €2,700 + €300
- Data: 10 - 15 marzo 2014
- Iscritti: 144
- Montepremi totale: €377,136
- Giocatori premiati: 18

| Piazzamento | Nome               | Premio   |
| ----------- | ------------------ | -------- |
| 1°          | Andrea Dato        | €105,000 |
| 2°          | Sam Trickett       | €66,000  |
| 3°          | Maurizio Saieva    | €42,000  |
| 4°          | Mario Vojvoda      | €31,00   |
| 5°          | Alessio Isaia      | €24,000  |
| 6°          | Sotirios Koutoupas | €19,400  |

### WPT Thunder Valley
- Casinò: Thunder Valley Casino, Lincoln (California)
- Buy-in: $3,200 + $300
- Data: 15 - 19 marzo 2014
- Iscritti: 465
- Montepremi totale: $1,488,000
- Giocatori premiati: 54

| Piazzamento | Nome            | Premio   |
| ----------- | --------------- | -------- |
| 1°          | J.C. Tran       | $302,750 |
| 2°          | Preston Harwell | $200,030 |
| 3°          | Quoc Pham       | $127,140 |
| 4°          | Mimi Luu        | $100,240 |
| 5°          | Benjamin Zamani | $80,130  |
| 6°          | Ken Jorgensen   | $60,180  |

### Jacksonville bestbet Open
- Casinò: BestBet Jacksonville, Jacksonville
- Buy-in: $3,200 + $240 + $60
- Data: 21 - 25 marzo 2014
- Iscritti: 258
- Montepremi totale: $825,600
- Giocatori premiati: 27

| Piazzamento | Nome            | Premio   |
| ----------- | --------------- | -------- |
| 1°          | Nabil Hirezi    | $206,041 |
| 2°          | James Calderaro | $133,764 |
| 3°          | Brian Green     | $86,043  |
| 4°          | Peter Le        | $63,682  |
| 5°          | Jordan Cristos  | $47,802  |
| 6°          | Faraz Jaka      | $38,241  |

### Seminole Hard Rock Showdown
- Casinò: Seminole Hard Rock Hotel and Casino, Hollywood
- Buy-in: $3,500
- Data: 10 - 16 aprile 2014
- Iscritti: 1,795
- Montepremi totale: $5,763,150
- Giocatori premiati: 170

| Piazzamento | Nome           | Premio     |
| ----------- | -------------- | ---------- |
| 1°          | Eric Afriat    | $1,081,184 |
| 2°          | Mukul Pahuja   | $691,965   |
| 3°          | James Mackey   | $441,128   |
| 4°          | Jacob Bazeley  | $371,931   |
| 5°          | Matt Stout     | $308,501   |
| 6°          | Chance Kornuth | $247,954   |

### WPT World Championship
- Casinò: Borgata, Atlantic City
- Buy-in: $15,000 + $400
- Data: 22 - 26 aprile
- Iscritti: 328
- Montepremi totale: $4,852,400
- Giocatori premiati: 36

| Piazzamento | Nome            | Premio     |
| ----------- | --------------- | ---------- |
| 1°          | Keven Stammen   | $1,350,000 |
| 2°          | Byron Kaverman  | $727,860   |
| 3°          | Tony Dunst      | $452,729   |
| 4°          | Ryan D'Angelo   | $363,930   |
| 5°          | Curt Kohlberg   | $286,292   |
| 6°          | Abraham Korotki | $235,341   |